# انارکلی

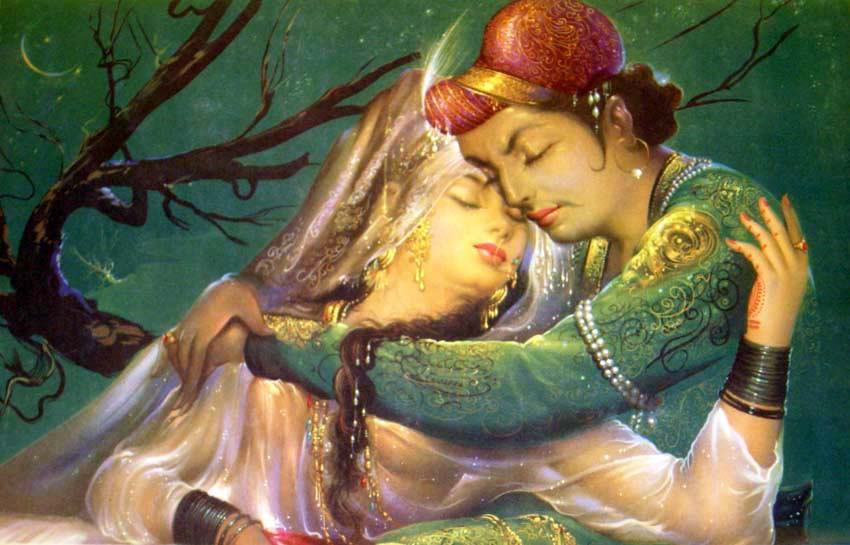
نگاره‌ای معاصر از شاهزاده سلیم و انارکلی

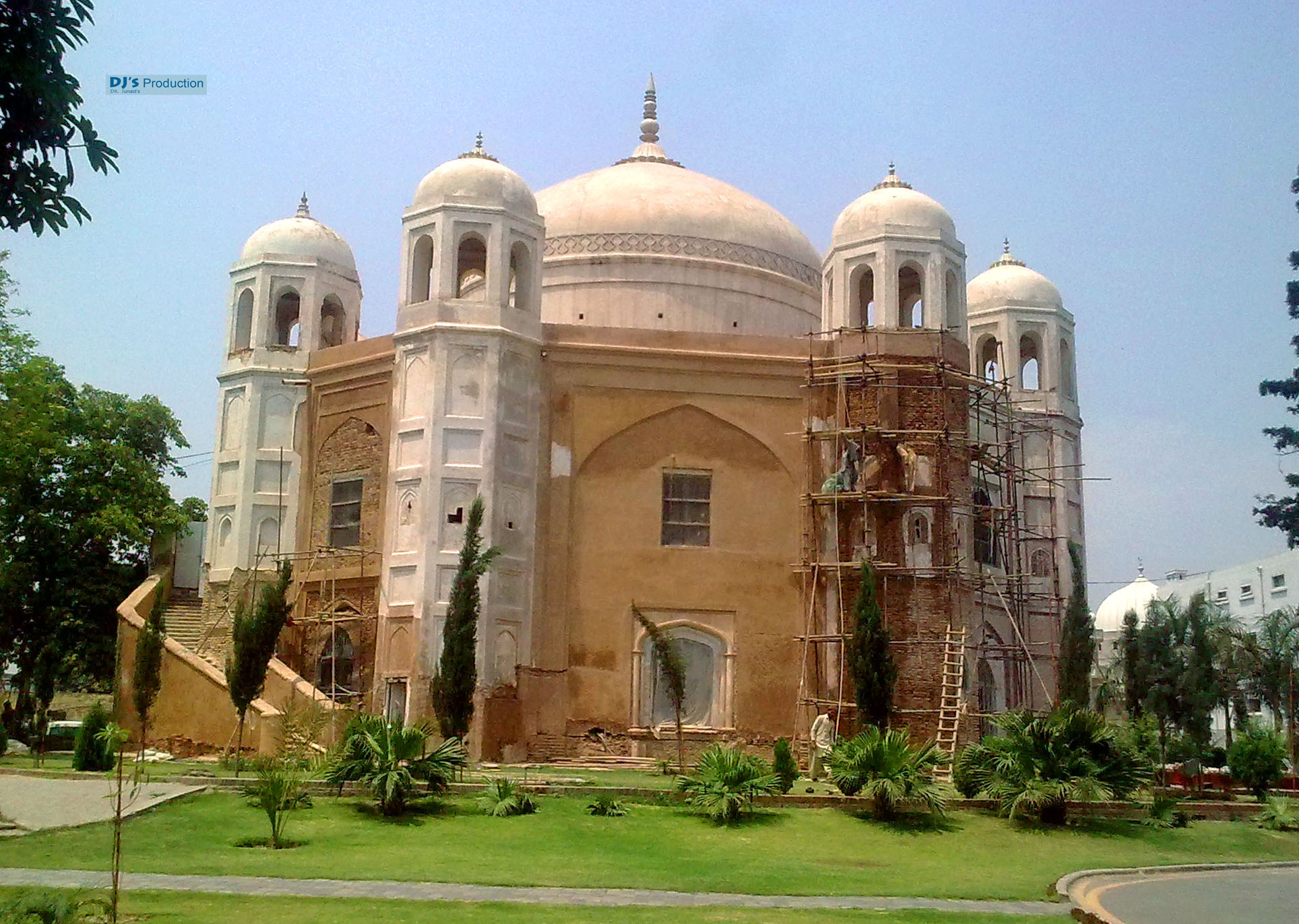
آرامگاه منسوب به انارکالی در شهر لاهور

انارکلی (اردو: انارکلی، anarkali، به معنای شکوفه انار) که با عنوان شریف النسا و همچنین به نام نادره بیگم نیز شناخته می شود، یک روسپی درباری اهل لاهور بود؛ انارکلی با شاهزاده سلیم (بعدها با نام جهانگیر شاه)، پسر اکبر کبیر رابطه خارج از ازدواج داشت که همین منجر به این شد تا به دستور اکبر او را زنده زنده دفن کردند. گرچه او یکی از شخصیت‌های محبوب ادبیات و سینمای هند است، اما در صحت تاریخی این داستان و وجود چنین شخصی تردیدهایی وجود دارد.
ویلیام فینچ، گردشگر و تاجر انگلیسی که در سال ۱۶۰۸ از امپراتوری گورکانی هند بازدید کرد، نخستین کسی است که به داستان انارکلی اشاره کرده است. اصل داستان به نوشته‌های نویسنده هندی، عبدالحلیم شرر باز می‌گردد.